# Alianza de las Ocho Naciones

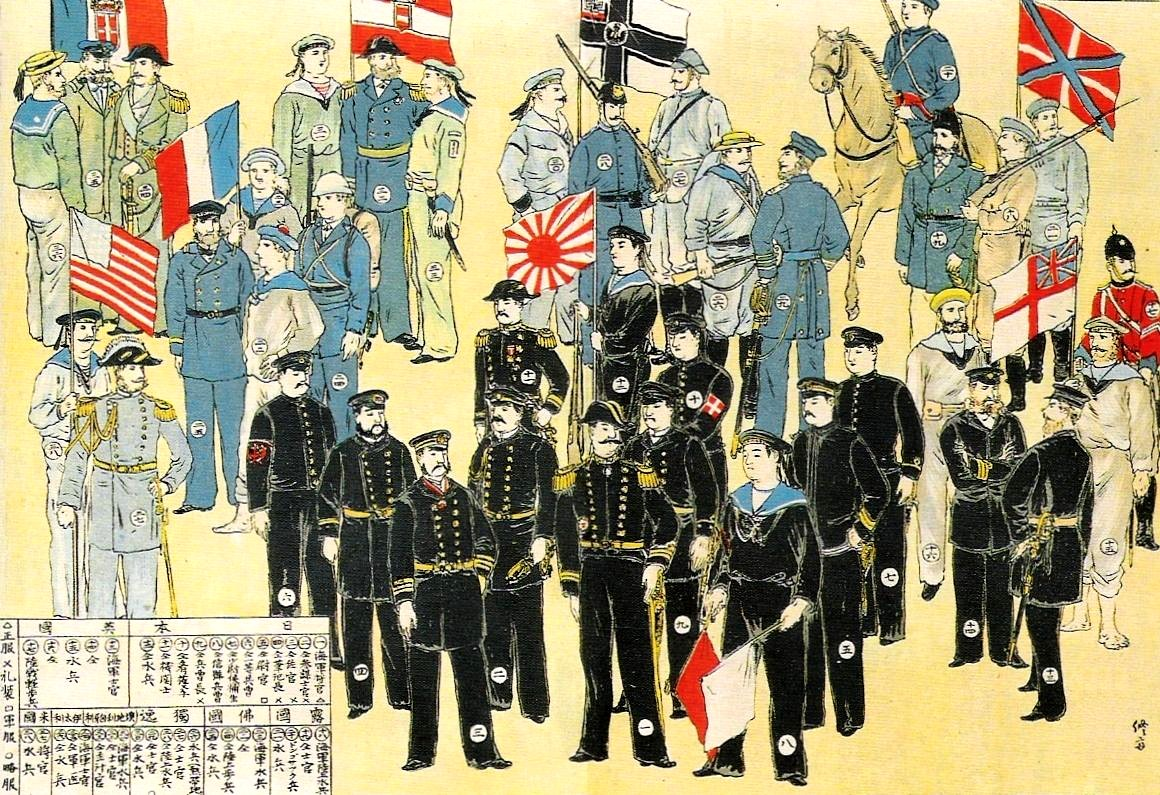
Militares de las potencias durante el Levantamiento de los Boxers.

La Alianza de Ocho Naciones fue una coalición militar multinacional que invadió el norte de China en 1900 durante la Rebelión de los Bóxers, con el objetivo declarado de aliviar las legaciones extranjeras en Pekín, que estaban siendo asediadas por los populares milicianos bóxers, que estaban decididos a eliminar el imperialismo extranjero en China. Fueron asesinados numerosos misioneros religiosos de origen europeo, así como comerciantes y diplomáticos extranjeros, junto con chinos convertidos al cristianismo. Las fuerzas aliadas consistían en alrededor de 45.000 tropas de las ocho naciones de Alemania, Japón, Rusia, Reino Unido, Francia, Estados Unidos, Italia y Austria-Hungría. Ni los chinos ni los aliados extranjeros emitieron formalmente una declaración de guerra.
Ningún tratado o acuerdo formal unía a la alianza. Algunos historiadores occidentales definen la primera fase de las hostilidades, que comenzó en agosto de 1900, como "más o menos una guerra civil", aunque la batalla de los fuertes de Taku en junio empujó a la dinastía Qing a apoyar a los bóxers. Con el éxito de la invasión, las etapas posteriores se convirtieron en una expedición colonial punitiva, que saqueó Pekín y el norte de China durante más de un año. La lucha terminó en 1901 con la firma del Protocolo Bóxer.

## Antecedentes
Desde fines del siglo XIX, China había recibido gran número de inversiones extranjeras en su economía, pero la debilidad del gobierno imperial chino así como su atraso tecnológico y administrativo en comparación a las potencias de Europa habían generado que diversos países como Reino Unido de Gran Bretaña e Irlanda, Rusia, Francia, Alemania, y Japón, impusieran mediante tratados desiguales sus zonas de influencia en territorio chino, ganando derechos de extraterritorialidad, y elevadísimos privilegios comerciales que mermaban la autoridad de la corte imperial además de ser considerados como lesivos y humillantes para China. 
En tal situación, la penetración cultural extranjera en perjuicio de la herencia cultural china causó nueva indignación entre diversos líderes religiosos e intelectuales, surgiendo así la denominada Sociedad del Puño Justo y Armonioso, que propugnaba la eliminación de toda influencia extranjera en China, tanto en lo cultural como en lo político y económico, recurriendo a una masiva rebelión armada. La emperatriz Cixi, gobernante absoluta de China en aquella época bajo la Dinastía Qing, rechazaba la idea de expulsar totalmente a los extranjeros pues de ellos dependía gran parte de la economía china, así como el pago de tributos a la corte imperial, pero a la vez permitía abiertamente las actividades proselitistas de los bóxers debido a la debilidad del poder central y al evidente malestar (incluso visible dentro de la corte) contra la desmesurada influencia de los extranjeros en asuntos internos de China.

## Formación de la Alianza

La Alianza de Ocho Naciones en Pekín (Beijing) tras la derrota de la Rebelión de los Bóxers en 1901. Banderas identificables en la imagen: Alemania, Italia, Francia, Rusia, Japón y Estados Unidos.

Tras el inicio del Levantamiento de los bóxers en noviembre de 1899 empezó el ataque a los comercios e industrias de los extranjeros residentes en el norte de China, así como las matanzas de extranjeros y de chinos convertidos al cristianismo. Al aumentar las dimensiones de la rebelión y acercarse ésta a Pekín, las delegaciones diplomáticas extranjeras también fueron amenazadas por los bóxers, apoyados por algunos soldados del ejército imperial chino. 
Para ello el 31 de mayo los comandantes militares extranjeros situados en la zona enviaron una fuerza multinacional de 475 hombres de las tropas navales extranjeras más cercanas a Pekín, para colaborar en la defensa de las delegaciones cercadas. Pronto se advirtió que tales fuerzas serían insuficientes y ganó terreno la idea de una intervención militar más extensa. Ante ello los países que tenían intereses en territorio chino determinaron combatir la revuelta por sí mismos, ante la ineficacia del gobierno chino y la simpatía que tenían los boxers entre diversos altos funcionarios de la administración y el ejército de la Dinastía Qing.  
Los gobiernos extranjeros remitieron en junio una segunda fuerza de 2000 soldados, mayormente británicos, rusos, y japoneses, desde el puerto de Takou en el Mar Amarillo hacia Tianjin, con el fin de repeler a los rebeldes y abrirse camino hacia Pekín. 
Con el fin de aplastar definitivamente la revuelta (y ya no sólo rescatar a las delegaciones de Pekín) se determinó formar una gran fuerza multinacional, dando lugar a la Alianza propiamente dicha. Las tropas de la Alianza estaban formadas por contingentes de tropas de infantería, caballería y artillería, con apoyo de infantes de marina, así como de buques de guerra, pertenecientes a ocho naciones diferentes y sumando un total aproximado de 55000 hombres entre soldados de tierra y tropas navales.
El mando unificado fue confiado al general británico Alfred Gaselee y luego al general alemán Alfred von Waldersee al llegar a Pekín, siendo que las tropas de la Alianza atacaron Tianjin y la tomaron en julio de 1900 derrotando a los bóxers y capturando sus arsenales, y luego llegaron a Pekín el 14 de agosto del mismo año, aplastando ferozmente a las tropas rebeldes dotadas de escaso armamento moderno.

## Composición de las tropas

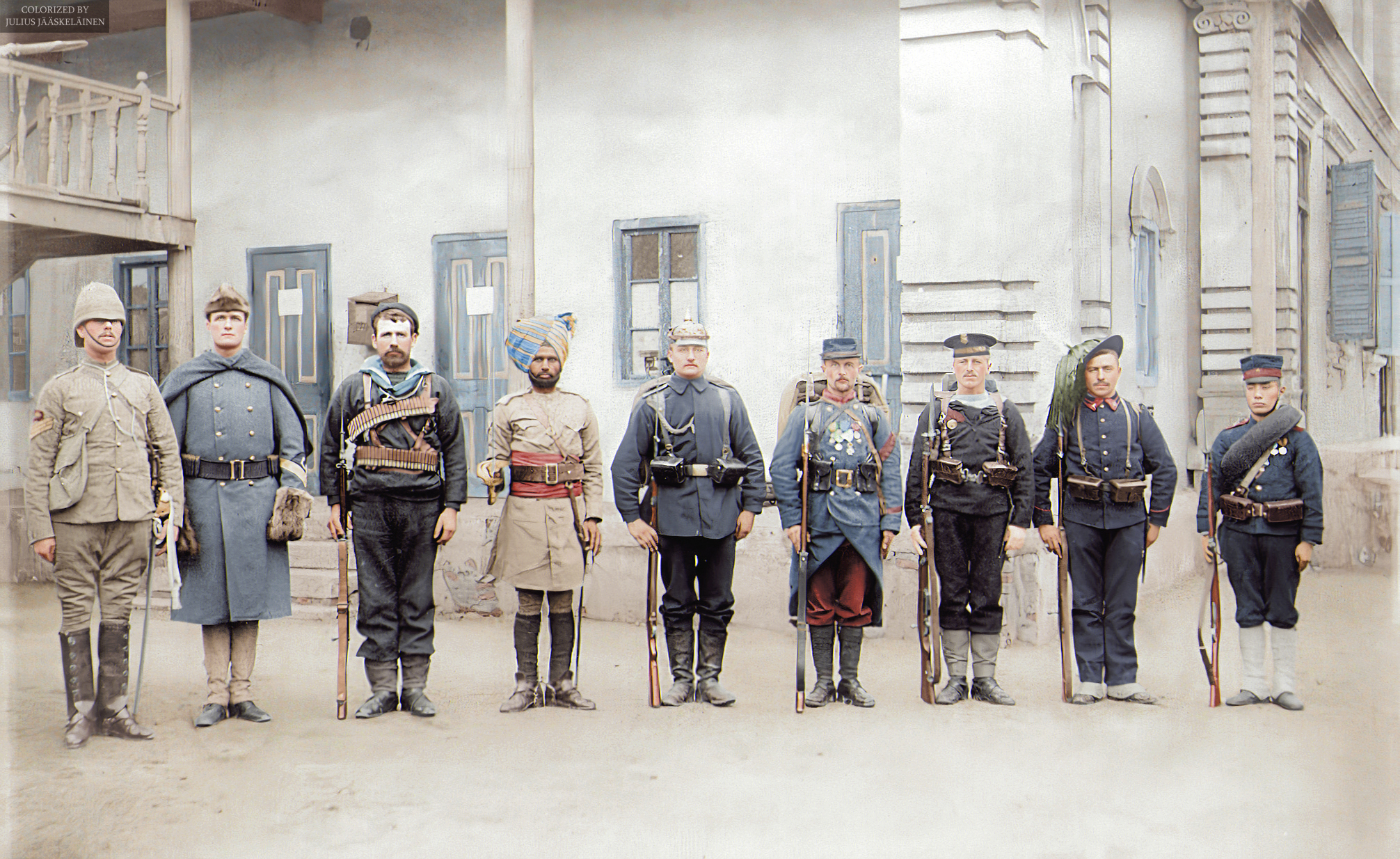
Soldados de la Alianza de las Ocho Naciones, Tianjin, año 1900. De izquierda a derecha: soldado con uniforme de Reino Unido, Estados Unidos, Australia, India, Alemania, Francia, Austria-Hungría, Italia y Japón.

Las tropas enviadas inicialmente comprendían destacamentos de potencias que poseían guarniciones dentro de territorio chino, como Reino Unido en su concesión del puerto de Weihaiwei, Francia en la región sureña de Hunan (limítrofe con la Indochina francesa) y Alemania en el puerto de Qingdao, o en países que poseían territorio limítrofe con China (como Rusia y Japón), aunque después fueron reforzados con contingentes provenientes de sus países de origen. Los contingentes de Italia e Imperio austrohúngaro (estados que carecían de colonias en Asia) salieron de las pequeñas concesiones que ambos países poseían en China y estaban formadas exclusivamente por tropas navales, mientras que las tropas estadounidenses fueron remitidas desde Filipinas.
Debido a las razones antes citadas, el contingente extranjero estuvo formado mayormente por soldados japoneses (20.840 hombres), junto con 13.150 rusos, 12.020 británicos, 3.520 franceses, 3.420 estadounidenses, 900 alemanes, 80 italianos, y 75 austrohúngaros. Estas cifras incluyen a las tropas navales de cada país interviniente.
La presencia de buques de guerra también fue significativa en la Alianza, y a lo largo de las operaciones participaron 18 buques japoneses, 10 rusos, 8 británicos, 5 francesas, 5 alemanes, 2 estadounidenses, 2 italianos y uno del Imperio austrohúngaro.